# BMC Development Team

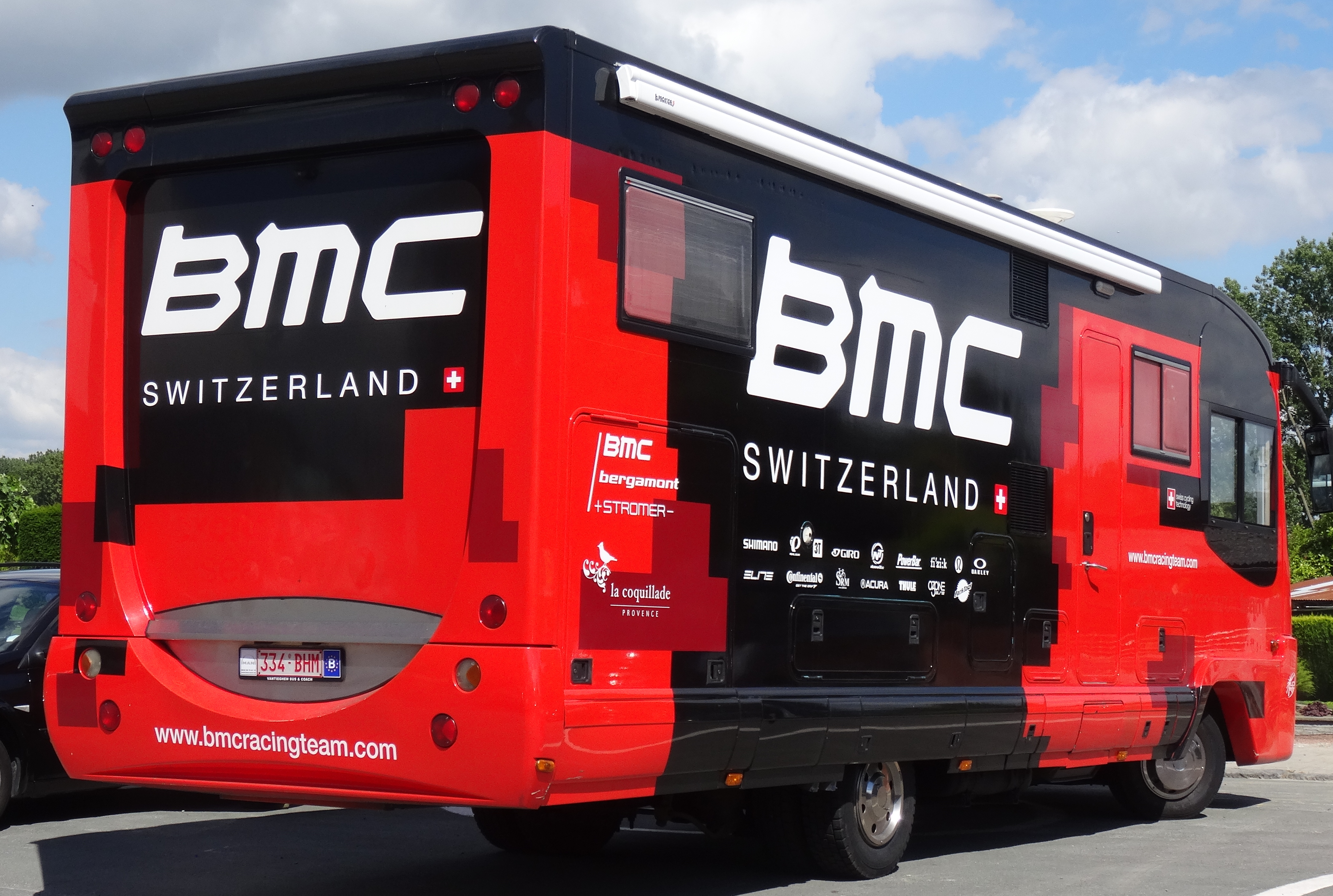
Vehicle de l'equip al 2014

L'equip BMC Development Team (codi UCI: BMD) és un equip ciclista amateur dels Estats Units, registrat a Bèlgica. Creat el 2013, fa d'equip reserva de la formació BMC Racing Team.
Malgrat participar en algunes curses dels circuits continentals, l'equip no té categoria continental, per tant no participa en les classificacions UCI.

## Principals victòries
- Tour de Normandia: Silvan Dillier (2013), Stefan Küng (2014)
- Giro del Belvedere: Stefan Küng (2013), Patrick Müller (2016)
- Fletxa ardenesa: Silvan Dillier (2013), Stefan Küng (2014), Loïc Vliegen (2015)
- Dorpenomloop Rucphen: Floris Gerts (2015)
- Tour de Berna: Tom Bohli (2015)
- París-Roubaix sub-23: Lukas Spengler (2015)
- Circuit Het Nieuwsblad sub-23: Floris Gerts (2015)
- Giro de la Vall d'Aosta: Kilian Frankiny (2016), Pàvel Sivakov (2017)
- Triptyque des Monts et Châteaux: Jasper Philipsen (2017)
- Gran Premi Criquielion: Bram Welten (2017)
- Ronda de l'Isard d'Arieja: Pàvel Sivakov (2017)
- Giro Ciclistico d'Itàlia: Pàvel Sivakov (2017)
- Omloop Het Nieuwsblad sub-23: Tanguy Turgis (2017)
- Tour del Jura: Marc Hirschi (2017)
- Olympia's Tour: Pascal Eenkhoorn (2017)
- París-Tours sub-23: Jasper Philipsen (2017)